# Colostygia kollariaria
Colostygia kollariaria là một loài bướm đêm trong họ Geometridae.